# 莫利讷夫
莫利讷夫（法語：Molineuf，法語發音：[mɔlinœf]）是法国卢瓦-谢尔省的一个旧市镇，属于布卢瓦区。2016年，莫利讷夫与市镇奥尔谢斯合并为新市镇瓦朗锡斯。

## 地理
莫利讷夫（47°34'43"N, 1°12'56"E）面积11.02 平方千米，位于法国中央-卢瓦尔河谷大区卢瓦-谢尔省，该省份为法国中北部省份，北起厄尔-卢瓦省，东北接卢瓦雷省，东南接谢尔省，南至安德尔省，西南接安德尔-卢瓦尔省，西北接萨尔特省。
莫利讷夫的时区为UTC+01:00、UTC+02:00（夏令时）。

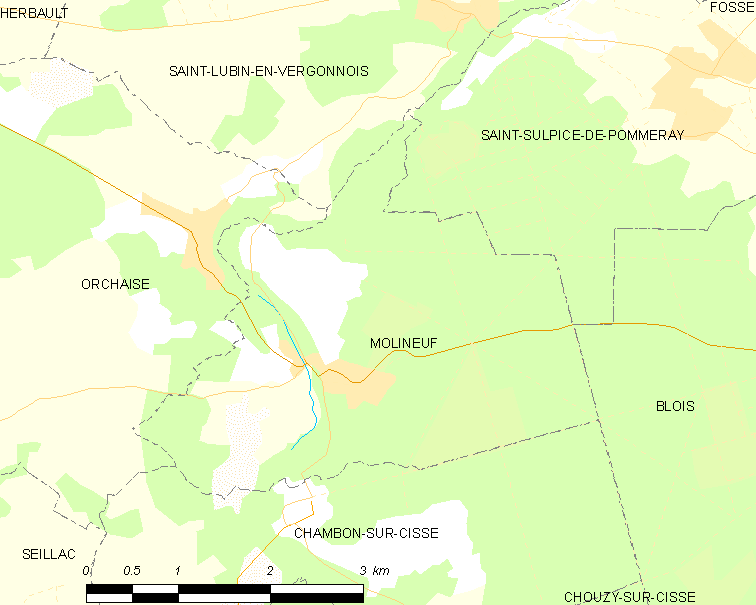
莫利讷夫的OSM定位图

## 行政
莫利讷夫的邮政编码为41190，INSEE市镇编码为41142。

## 政治
莫利讷夫所属的省级选区为卢瓦尔河畔沃赞县。

## 人口

1962-2008年间莫利讷夫人口变化图示

莫利讷夫于2018年1月1日时的人口数量为746人。